# Moby Dick (musikal)
Moby Dick är en brittisk humoristisk musikal med manus av Robert Longden och musik och sångtexter av honom och Hereward Kaye.

## Handling
Pjäsen bygger på en metahandling där en flickskola på ruinens brant sätter upp en "musikal i musikalen" baserad på Herman Melvilles roman Moby Dick, och där samtliga rollinnehavare agerar såväl elever och personal vid skolan som rollfigurer i musikalen. Huvudrollen i båda historierna är skolans kvinnliga rektor, vilken också spelar rollen som kapten Ahab. Denna roll görs traditionellt av en manlig aktör i drag.
Handlingen och dialogen är respektlöst humoristisk och knyter an till brittisk music hall-tradition med ett inte ringa mått av erotisk tvetydighet. Musiken utgör närmast en provkarta på olika genrer och stilar.

## Historik
Moby Dick (då med den engelska originaltiteln Moby Dick - A Whale of a Tale) hade premiär under början av 1990-talet på The Old Fire Station Theatre i Oxford. Det var ursprungligen en småskalig uppsättning med endast tolv aktörer och bara pianoackompanjemang. Inom kort byggdes den dock ut till 30 agerande och större orkester. Rollen som rektorn/Ahab hade ursprungligen gjorts av författaren Longden själv, men övertogs nu av den australiske kabaréartisten Tony Monopoly (1944-1995). Uppsättningen fick något av kultstatus, särskilt bland universitetsstudenter.
I juli 1992 flyttades uppsättningen från Oxford till Piccadilly Theatre i Londons West End. Här gjorde pjäsen inte alls samma lycka, fick dåliga recensioner och lades snart ner. 
Moby Dick har dock (under varierande titlar som Moby Dick! The Musical och bara Moby!) fortsatt att spelas genom åren, inte minst av mindre, lokala och amatörbaserade teatergrupper. Den har inte minst varit fortsatt populär i universitetskretsar på båda sidorna Atlanten och föreligger numera även i en bearbetad version för amerikansk publik där lokala brittiska anspelningar plockats bort. I Europa utom Storbritannien har musikalen bland annat spelats i Österrike och i Sverige (se nedan).

## Moby Dick på svenska
2006 översattes Moby Dick för första gången till svenska av Hugo Carlsson och Henrik Widegren för en uppsättning med avgångsklassen på det musikinriktade Lars-Erik Larsson-gymnasiet i Lund. Denna översättning användes sedan påföljande år som debutuppsättning för den av bland annat Carlsson och Widegren nybildade ensemblen Lunds musikteater. Denna uppsättning hade premiär på Lunds Stadsteater den 2 mars 2007 med Jonas Bjerkén från Malmö opera och musikteater som rektorn/Ahab.